# Conny Jepsen
Conny Jepsen (8. januar 1921 - 3. februar 1989) var en dansk badmintonspiller, der især huskes som vinder af herresingle i All England i 1947, hvor han fortsat havde dansk statsborgerskab, skønt han boede i Sverige og i de officielle All England-oversigter er opført som svensker.
Conny Jepsen stillede op for badmintonklubben i Vejle, da han blev dansk mester i herresingle i 1939 og 1941. I samme periode flyttede han til København, hvor han begyndte at spille tennis i KB.
Efter tyskernes besættelse af Danmark ville han til England via Sverige for at gå ind i aktiv kamp. Sammen med fodboldspilleren Eigil Nielsen forsøgte han at komme over Øresund i kajak i 1943, hvilket mislykkedes, og de blev sat i fængsel i fire måneder. Jepsen nåede dog senere med nød og næppe til Sverige, hvor han i stedet for at fortsætte til England blev indrulleret i den danske brigade. Da krigen var slut, blev Jepsen boende i Sverige og bosatte sig i Stockholm. Her fortsatte han sin tenniskarriere i AIK, mens han kun i begrænset omfang spillede badminton.
Han glemte dog ikke helt denne sport og vandt således Dansk Badminton Forbunds internationale stævne (nu kaldet Denmark Open) i 1946, og i 1947 tog han sammen med den svenske mester og som medlem af en svensk klub til All England, hvor han med sejr i finalen over inderen Prakash Nath bidrog til den totale danske triumf med sejr i samtlige rækker.